# ポーカーダイス

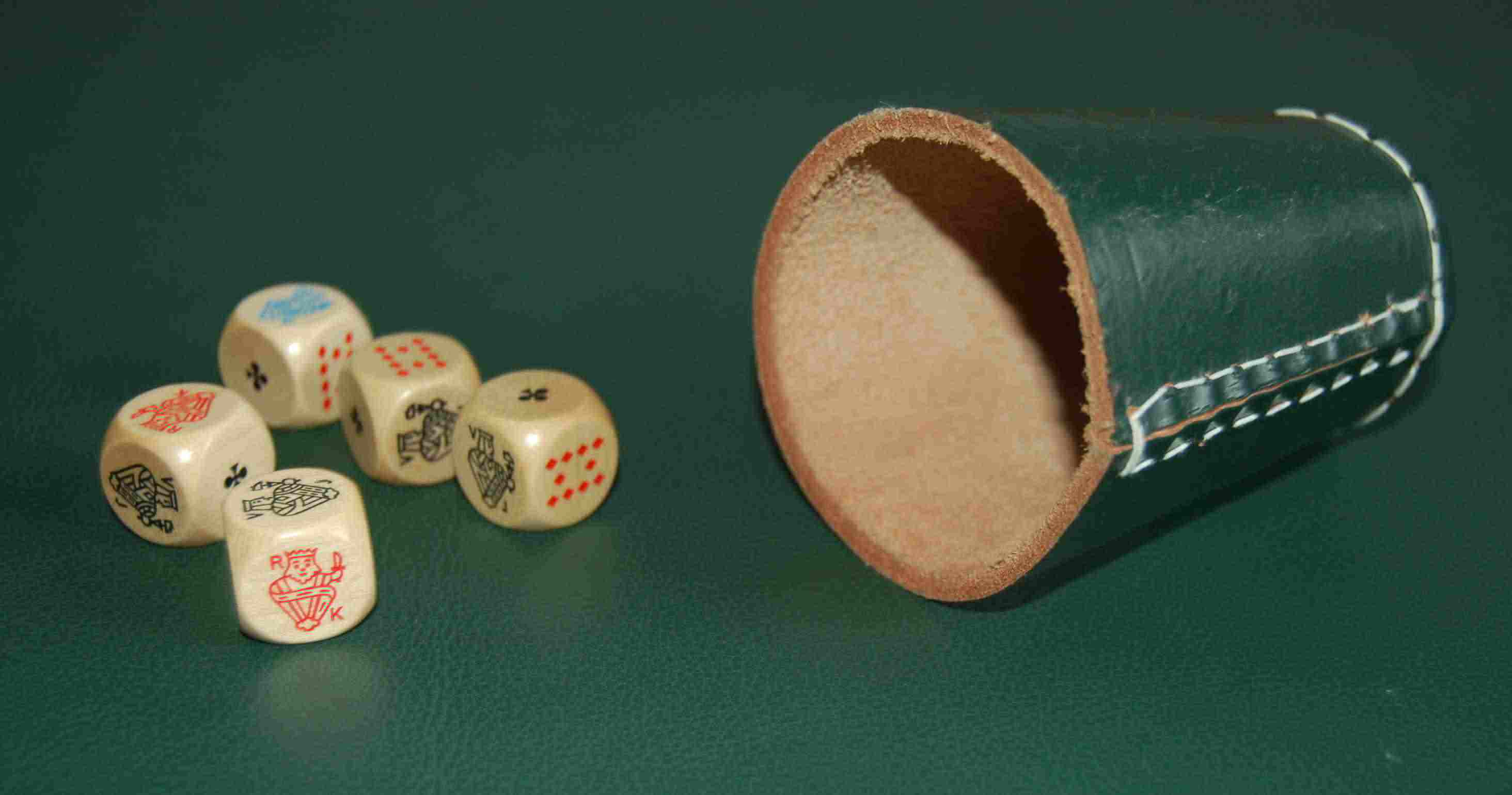
ポーカーダイスとダイスカップのセット

ポーカーダイス（poker dice）は、サイコロを5個振り、出た目で強弱を競う遊び。　使うサイコロは数字の目（ピップ）を持つ代わりに、トランプの表象を持つ。ポーカーダイスには、エース、キング、クイーン、ジャック、10、9の 6つの面があり、ポーカーハンドを形成するために使用される。
さまざまなポーカーダイスはスートに関してわずかに異なるが、スペードのエースはほぼ普遍的に表される。9♣と10♦は頻繁に見られるが、顔カードは伝統的にスートではなく色で表される。赤はキング、緑はクイーン、青はジャック。メーカーは顔の側面の色を標準化していない。ゲームは通常のサイコロでもプレイできる。

## ゲームとして

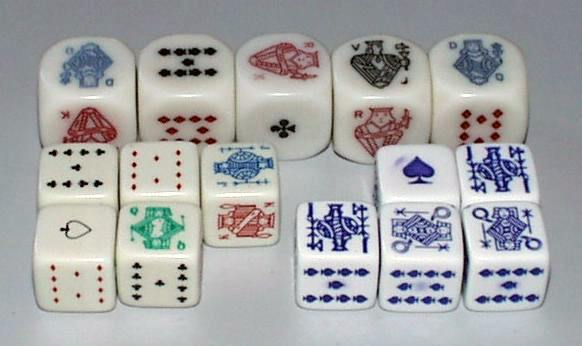
3セットのポーカーダイス

クラシックポーカーサイコロゲームは、5つのサイコロと2人以上のプレイヤーでプレイされる。各プレイヤーには合計3つのロールがあり、ロールの間にダイスを保持する能力がある。3つのロールの後、最高のハンドが勝つ。

### 基本ルール
最も強い役を作った人が勝ちとなる。一度だけ好きな個数のダイスを振り直すことができる。(振り直せる個数が決まっていたり、普通の6面サイコロを使うルールもある)
バリエーションでは、ストレートはバスト（ハイカード）としてのみカウントされる。ストレートはフルハウスよりも確率が低いため、カウントされる場合、通常はカードポーカーのようにフルハウスより下にランク付けされるが、フルハウスより上にランク付けされる必要がある。サイコロにスーツがないため、「フラッシュ」も「ストレートフラッシュ」もハンドではない。
一部のルールでは、キングへのストレートのみがストレートと呼ばれ、エースへのストレートはフラッシュと呼ばれる。各ルールの正確な確率は120/7776である。これらのルールでは、ストレートはフルハウスに勝つ（カードポーカーとは異なるが、その確率を正しく反映する）が、フォーオブカインド（その低い確率を誤って反映する）に勝たない。フラッシュはフォーカード（カードポーカーのように、その低い確率を正しく反映）を破る。

## 確率
| 手                                             | 正確な確率 | 割合    | 何分の1 | 例            |
| ---------------------------------------------- | ---------- | ------- | ------- | ------------- |
| ファイブオブアカインド                         | 6/7776     | 0.08％  | 1296    | J J J J J     |
| フォーオブアカインド                           | 150/7776   | 1.93％  | 51.8    | 10 10 10 10 A |
| フルハウス                                     | 300/7776   | 3.86％  | 25.9    | 9 9 9 K K     |
| ストレート                                     | 240/7776   | 3.09％  | 32.4    | 10 J Q K A    |
| スリーオブアカインド                           | 1200/7776  | 15.43％ | 6.5     | 9 9 9 J K     |
| ツーペア                                       | 1800/7776  | 23.15％ | 4.3     | 9 9 Q Q A     |
| ワンペア                                       | 3600/7776  | 46.30％ | 2.2     | 9 10 10 Q K   |
| バスト（ハイカード、ペアなし、ストレートなし） | 480/7776 * | 6.17％  | 16.2    | 9 J Q K A     |

## バリアント
マールボロはかつてスートを含む八面体のポーカーダイスのセットを販売していた。各ダイには、7からエースまでのわずかに異なる番号が付けられていた。同様のセットは現在、Koplow Gamesによって製造されている。1974年、オーロラは「ジミーギリシアオッズメーカーポーカーダイス」と呼ばれる12面のポーカーダイスを製造し、2000年にオーロラ/レックスゲームは「ロイヤルポーカーダイス」という名前で同様のセットを製造した。セットには、52枚すべてのトランプを表すことができる5つの12面ダイスがあった。残りの8つの顔には星が付いており、ワイルドカードとして振る舞うすべての可能なポーカーハンドを可能にした。